# Day One: Garry's Incident
Day One: Garry's Incident es un videojuego de supervivencia para PC desarrollado y publicado por Wild Games Studio en Mascouche, Québec, Canadá y lanzado el 25 de septiembre de 2013.

## Trama
El protagonista de Day One: Garry's Incident es Garry Friedman, un piloto británico de mediana edad, cuya esposa e hija han muerto recientemente en un accidente. Deprimido por la muerte de los miembros de su familia, Garry comienza a beber mucho y acepta asignaciones peligrosas. Mientras transporta carga para un centro de investigación en el Parque Nacional de Yellowstone, la Caldera de Yellowstone entra en erupción, lo que le hace perder el control del avión. Un artefacto en el cargamento hace que sea transportado a la selva amazónica, donde descubre una civilización antigua y lucha por sobrevivir. 

## Jugabilidad
El juego consiste principalmente en luchar contra varios enemigos, en su mayoría tribus humanas indígenas, en un entorno selvático, utilizando una variedad de artefactos, armas cuerpo a cuerpo y armas de fuego. También está presente un sistema rudimentario de comer y beber.

## Recepción
Actualmente en Metacritic, el juego cuenta con solo una reseña, por parte de PC PowerPlay, argumentando que «Ningún elemento del Day One parece estable, pulido o funcional. Evite el gran botón verde "Agregar al carrito" para que no sufra un incidente propio.», calificándolo con un 10/100. La sección de críticas de los usuarios muestra un total de 1671 reseñas, con una calificación promedio de 0.9/10.

### Controversias

#### Disputa con TotalBiscuit y reclamaciones de copyright falsas
El 1 de octubre de 2013, el crítico de videojuegos TotalBiscuit publicó una reseña crítica de Day One: Garry's Incident en YouTube, diciendo que el juego era "horrendo". El desarrollador del juego, Wild Games Studio, alegó que éste había violado sus derechos de autor. La compañía argumentó que Bain no debería haber podido obtener ingresos publicitarios de un video basado en gran medida en imágenes de juego de su trabajo protegido por derechos de autor. Presentaron una queja por infracción de derechos de autor a través de YouTube y el video se eliminó a través de su sistema de eliminación automatizado.
Esto dio lugar a acusaciones de que la empresa estaba abusando del sistema de derechos de autor de YouTube en un intento deliberado de censurar las críticas en línea. Los usuarios de Steam y los revisores profesionales señalaron que casi todas las reseñas de videojuegos en línea están financiadas por publicidad y contenido de juegos destacados. Los críticos también notaron que ninguna otra revisión en línea del juego recibió avisos similares. También se señaló que muchos usuarios de Steam tenían críticas similares sobre la calidad del juego. Más tarde, Bain publicó un video de respuesta, que llegó a dos millones de espectadores en tres días, donde alegaba que Wild Games Studio estaba abusando de las leyes de derechos de autor para censurar sus críticas. También alegó que la compañía manipuló su campaña de Kickstarter para que pareciera que tenía más apoyo que el que tenía al hacer que el director ejecutivo de la compañía prometiera $10 mil dólares por adelantado y que otros prometieran grandes cantidades y las retiraran más tarde.
Según TechDirt, el incidente fue un ejemplo del efecto Streisand, en el que los intentos de censurar las críticas solo atraen más la atención. En respuesta a las objeciones a sus tácticas en las comunidades en línea, Wild Games Studio se disculpó y retiró su queja de derechos de autor.

#### Presunto astroturfing en Metacritic
Wild Games Studio también fue acusado de astroturfing; publicar reseñas falsas en Metacritic para aumentar la calificación promedio de reseñas del juego. Los críticos notaron que una gran cantidad de cuentas creadas recientemente dieron críticas positivas al juego sin publicar nada más en el sitio. El estudio negó estar involucrado y sugirió que pudo haber sido uno de varios jugadores que los contactaron para ofrecerles "ayuda" con las críticas negativas en línea. Tras un tiempo, desaparecieron todas las críticas, quedando actualmente solo una.